# Antipolo
Antipolo is een stad in de Filipijnse provincie Rizal. De stad is tevens de hoofdstad van de provincie. Bij de volkstelling van 2020 telde de stad 879.301 inwoners. De stad is onderdeel van de agglomeratie Manilla

## Geografie

### Bestuurlijke indeling
Antipolo is onderverdeeld in de volgende 16 barangays:
| - Calawis - Cupang - Dela Paz - Mayamot - San Isidro - San Jose - San Roque - Mambugan | - Bagong Nayon - Beverly Hills - Dalig - Inarawan - San Juan - San Luis - Santa Cruz - Muntingdilaw |

## Bestuur en politiek
Zoals alle steden is de belangrijkste bestuurder van Antipolo de burgemeester. De burgemeester wordt elke drie jaar gekozen door de kiesgerechtigde stemmers binnen de stad en is het hoofd van het stadsbestuur en de uitvoerende organen. Bij de verkiezingen van 2007 werd Victor Sumulong voor drie jaar gekozen als burgemeester. Toen Sumulong op 6 januari 2009 overleed werd hij opgevolgd door viceburgemeester Danilo O. Leyble. De viceburgemeester is voorzitter van de sangguniang panlungsod (stadsraad). Deze sangguniang panlungsod is de wetgevende macht binnen de stad en is samengesteld uit de 8 afgevaardigden uit elk van de twee stadsdistricten van Antipolo.
Lijst van burgemeesters van Antipolo sinds 1918
| - 1918 - 1920 Cornelio Lawis - 1920 – 1926 Jose Carigma - 1927 – 1931 Marcelino Santos - 1931 – 1944 Pascual Oliveros - 1945 – 1946 Manuel Seranillo - 1946 – 1964 Isaias Tapales - 1964 – 1967 Francisco De Jesus | - 1968 – 1980 Jose R. Oliveros - 1980 – 1986 Felix Mariñas - 1988 – 1998 Daniel Garcia - 1998 – 2007 Angelito C. Gatlabayan - 2007 – 2009 Victor Sumulong - 2009 – 2013 Danilo O. Leyble |

## Geboren in Antipolo
- Juan Sumulong (27 december 1875), politicus;
- Lorenzo Sumulong (5 september 1905), politicus;
- Victor Sumulong (19 mei 1946), politicus;
- Jose Antonio Vargas (3 februari 1981), journalist.

Angono · Antipolo · Baras · Binangonan · Cainta · Cardona · Jala-Jala · Morong · Pililla · Rodriguez · San Mateo · Tanay · Taytay · Teresa